# Prumnopitys andina
Espèce
Synonymes
- Nageia andina (Poepp. ex Endl.) F.Muell.[1]
- Nageia valdiviana (J.Nelson) Kuntze[1]
- Podocarpus andinus Poep. ex Endl.[2]
- Podocarpus andinus Poepp. ex Endl.[1] [3]
- Podocarpus spicatus Poepp.[1] [3]
- Podocarpus valdivianus J.Nelson[1]
- Prumnopitys andina subsp. blijdensteinii Silba[1]
- Prumnopitys andinus (Poep. ex Endl.) de Laub.[2]
- Prumnopitys elegans Phil.[1] [3]
- Prumnopitys spicata (Poepp.) Molloy & Muñoz-Schick[3]
- Prumnopitys spicata Molloy & Muñoz-Schick[1]
- Stachycarpus andinus (Poepp. ex Endl.) Tiegh.[1]
- Taxus spicata Dombey ex Mirb., nom. inval.[3]

Statut de conservation UICN

 VU B2ab(ii,iii,iv,v) : Vulnérable
Prumnopitys andina, lleuque ou If chilien, est un arbre à feuilles persistantes. C'est un  conifère, un arbre originaire du centre-sud au Chili et de quelques zones adjacentes à l'ouest de l'Argentine de 36 à 40 ° de latitude sud. Il vit sur des sols modérément humides, de préférence sur les pentes andines de  500 à 1 100 m d'altitude.
Le fruit est savoureux. De 1.5 cm de long, de couleur bleu-violet, il est mangé par les peuples autochtones au Chili et ils en font une marmelade. L'arbre est aussi occasionnellement cultivé comme arbre d'ornement et comme haie dans les zones climatiques océaniques du nord-ouest Europe et du nord-ouest du Pacifique de l'Amérique du Nord. 
Dans ces régions, il est parfois aussi connu sous le nom de « prune d'if »  bien que ce nom soit plus communément appliqué aux plantes du genre Cephalotaxus.
Le bois est de couleur jaunâtre et de bonne qualité. Il est utilisé pour la fabrication de meubles et la construction.
Les arbres vieillissants se régénèrent très difficilement. En 2007, la Forestry Commission a planté un grand nombre de jeunes arbres au Bedgebury Pinetum, au Royaume-Uni, dans le cadre d'un projet visant à conserver les ressources génétiques des conifères en danger.